# Universidad de San Antonio de Porta Coeli
La Universidad de San Antonio de Porta Coeli o Universidad de Sigüenza fue una universidad menor española que dio servicio en Sigüenza entre 1489 y 1824.
El arcediano Juan López de Medina fundó en 1476 el Colegio de San Antonio de Portacoeli. A este Colegio se subordinaría una universidad, aprobada por el papa Inocencio VIII en 1489, que finalizó su actividad académica en 1824.
El conjunto arquitectónico que albergó la Universidad durante gran parte de su historia se construyó en la primera mitad del siglo XVII, cuando se ampliaron de nuevo los límites de la ciudad, siendo la actual sede del palacio episcopal del diócesis de Sigüenza-Guadalajara.

## Historia

### 1ª etapa: esplendor (1476-finales delsigloXVI)

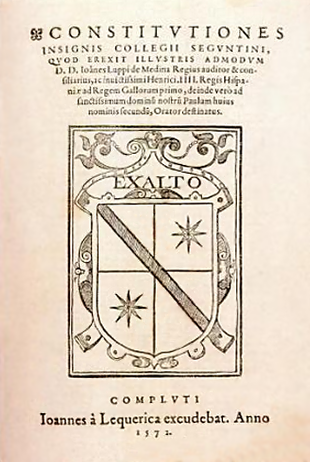
Constituciones de la Universidad de Sigüenza, edición de 1572.

En 1476 Juan López de Medina, arcediano de Almazán y canónigo de Toledo, bajo el patrocinio y protección del Cardenal Mendoza y la colaboración del entonces vicario general del obispado y luego cardenal Francisco Jiménez de Cisneros, consigue que el Colegio de San Antonio de Porta Coeli se erija en monasterio y casa contigua de estudios donde se impartiría teología, cánones y artes. El papa Sixto IV aprobó las Constituciones primitivas en 1483, y fueron promulgadas el 7 de julio de 1484. En el año 1484 lo ocupa la Orden de San Jerónimo.
A partir del 30 de abril de 1489 es elevado a la categoría de Universidad mediante bula del papa Inocencio VIII que permitirá conceder grados de bachiller, licenciado, maestro y doctor de las materias impartidas. Con la protección de la Santa Sede y de la Corona, la Universidad Seguntina se creó bajo la nueva fórmula de "Colegio-Universidad", fue el primero fundado en España. En 1551 se amplió la oferta docente con la creación de las nuevas Facultades de Medicina y Leyes, ratificada mediante bula papal de Julio III del 23 de enero de 1552. Formará parte de las denominadas universidades "menores" españolas.
Paulo III estableció la cátedra de Teología y durante el rectorado de Fernando Velosillo,   se establecieron cátedras de física. Felipe II mandó al rector Velosillo, al concilio de Trento, junto a otros profesores y teólogos como Antonio Torres, primer obispo de las Islas Canarias, y Pedro Guerrero, arzobispo de Granada, el famoso Andrés de la Cuesta, el jerónimo Julián de Tricio y Francisco Álvarez y Quiñones, obispo de la ciudad. 
Con el profesor Pedro Ciruelo la universidad obtuvo prestigio como centro de enseñanza. El rector Francisco Delgado López, que fue obispo de Lugo, siguió con ese relativo esplendor.  
Así pues, en su versión completa estaba dotada con cátedras de Artes, Cánones, Leyes, Medicina y Teología. Sin embargo la universidad alcanzó pronto mala fama por dar títulos rápidos y baratos para gente humilde y sin medios que no podía pagarse estudios mejores y por legitimar situaciones irregulares de escolares, muchos de ellos pobres que no se podían costear los grados de licenciado y doctor en universidades más prestigiosas pero muchísimo más caras, como la de Salamanca, la Complutense o la de Coímbra. A veces, incluso, sus propios titulados se doctoraban por segunda vez en alguna de las universidades de más fama.

### 2ª etapa: decadencia (sigloXVII-XVIII)
En el siglo XVII la Universidad de San Antonio de Porta Coeli es trasladada desde las incómodas laderas de la solana, extramuros a la ciudad, a su ubicación definitiva. Bartolomé Santos de Risoba, durante su obispado (1650-1657), impulsaría las obras de la Universidad y del Seminario de Sigüenza. En 1774 se clausuró la Facultad de Medicina.

### 3ª etapa: supresión (1807-1836)
La reforma de José Antonio Caballero (Marqués de Caballero) suprimió un gran número de universidades menores, entre ellas la de Sigüenza, por Real Decreto de 12 de julio de 1807, pero el plan quedó sin efecto por la Guerra de la Independencia, reinstaurándose en 1814. 
Francisco Tadeo Calomarde incorporó el Colegio San Antonio Portaceli a la Universidad de Alcalá en 1824, hasta la definitiva supresión de ésta, en 1836. Entre 1836 y 1845 algunos edificios se utilizaron como viviendas hasta que, por Real Orden de 14 de noviembre de 1845, se incautaron todos los inmuebles universitarios que eran propiedad de la Iglesia. Sus fondos librarios y archivo se remitieron al Instituto de Segunda Enseñanza de Guadalajara y de allí, en 1897, al Archivo Histórico Nacional. Este fondo se custodia en la sección de Universidades.
En la actualidad, el edificio se ha convertido en Palacio Episcopal, que también aloja las oficinas de la curia diocesana.

## Edificio
El edificio actual se levantó en la primera mitad del siglo XVII, por iniciativa del obispo  Bartolomé Santos de Risoba. Cuenta con una doble escalinata de acceso a la entrada principal, realizada en época neoclásica aunque mantiene elementos barrocos en su austera decoración.
La austeridad de la fachada de la universidad se quiebra con ventanas y balcones de reja y una portada barroca con escalinata doble. Sobre la puerta, el escudo de la Universidad con el lema Ex alto.  
El edificio se organiza alrededor de un claustro formado por arquerías de medio punto y cerrado con vidrieras. Desde el claustro arranca una amplia escalera que conduce al piso superior. La escalera se cubre con una magnífica cúpula policromada en la que aparecen ocho animales de perfil -entre ellos el unicornio- rodeando el blasón del promotor del edificio (el benemérito Santos de Risoba).
Junto a este edificio están el Monasterio y la iglesia de los Jerónimos, orden que tuteló la Universidad hasta 1835. Su portada se adorna con un gran balcón, acompañado por los escudos episcopales y el de la Universidad, y sobre la puerta una inscripción dedicada a la ciencia y a la sabiduría. En su extremo se levanta la iglesia en estilo barroco. Este conjunto de edificios actualmente son la sede de la diócesis de Sigüenza-Guadalajara, del Seminario Mayor y del Archivo Diocesano.

## Alumnos y maestros ilustres
- Andrés Esteban Gómez
- Antonio Pérez de Escobar[11]
- Basilio Ponce de León
- Cipriano de la Huerga
- Diego de Yepes
- Diego González Chantos
- Diego Ladrón de Guevara
- Diego Mateo Zapata
- Eugenio de Salazar

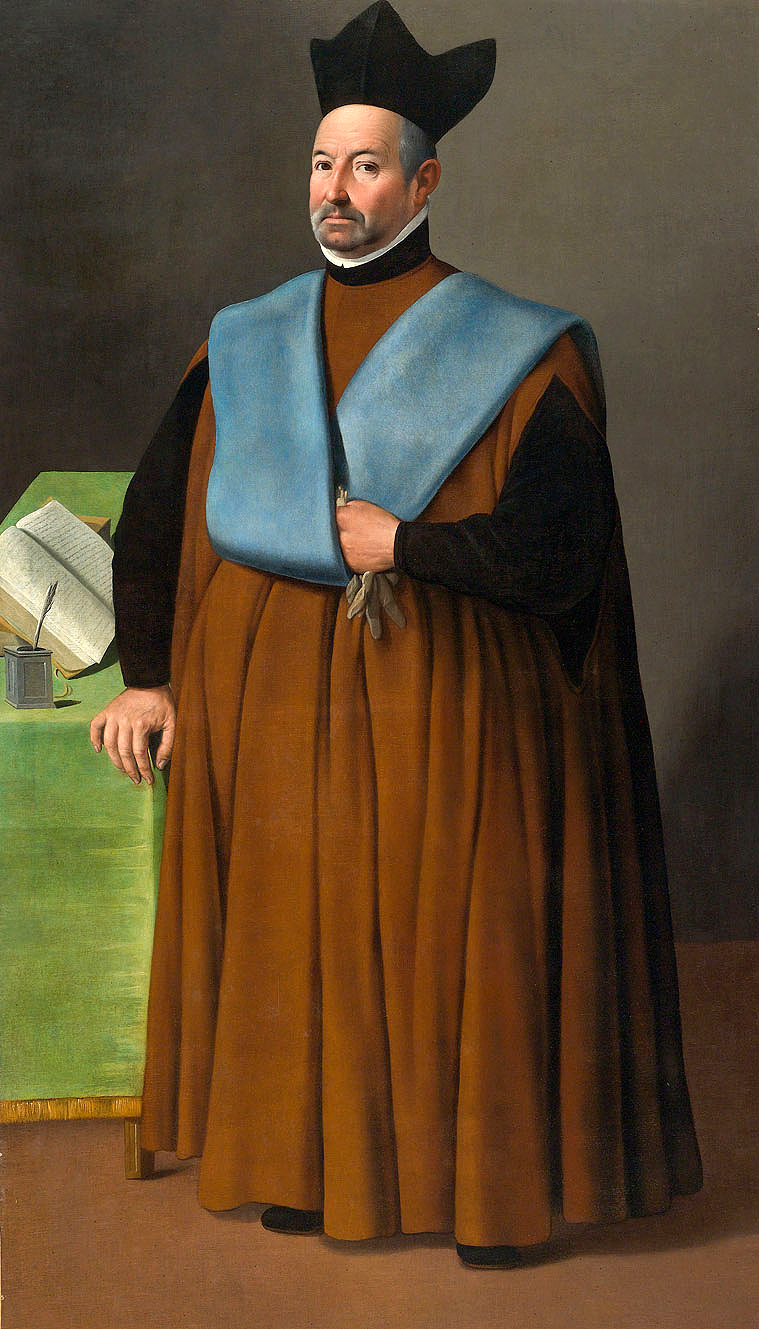
Retrato del doctor Juan Martínez Serrano (Zurbarán 1631-40) catedrático de Vísperas (1627-1637) y posteriormente de Prima (1637 y 1653). Era magistral de Sigüenza.

- Francisco Díaz Cortés (catedrático de Medicina)[12]
- Pedro de Palacios y Tenorio, obispo de Guadix y Baza
- Francisco Fabián y Fuero
- Francisco Pérez Cascales[13]
- Gregorio González
- José de Sigüenza
- Juan de Castro y Ramírez
- Juan de Palafox y Mendoza
- Pedro Arteaga Mendiola
- Pedro Ciruelo
- Andrés de la Cuesta.
- Julián de Tricio.
- Francisco Álvarez y Quiñones.

## Indumentaria
Las insignias doctorales de cada facultad se distinguían en su indumentaria por un color específico. Para Teología en color blanco, para Cánones en verde, para Leyes eran coloradas, para Medicina en amarillo y para Artes en azul.